# Liste de chaînes de restaurants
Cet article présente la liste de chaînes de restaurants, restauration rapide et cafétérias, triée alphabétiquement par continent et pays.

## Chaînes internationales
| Nom                            | Spécialité(s)              | Société-mère                             | Premier magasin                              | Date de création | Nombre de points de vente | Nombre de pays servis |
| ------------------------------ | -------------------------- | ---------------------------------------- | -------------------------------------------- | ---------------- | ------------------------- | --------------------- |
| Applebee's                     | Côtelettes de porc         | Dine Brands Global                       | Decatur, Géorgie (États-Unis)                | 1980             | 1 642 (2023)              | 13                    |
| Arby's                         | Sandwich                   | Inspire                                  | Boardman, Ohio (États-Unis)                  | 1964             | 3 600 (2024)              | 8                     |
| Auntie Anne's                  | Bretzels                   | GoTo Foods                               | Lancaster, Pennsylvanie (États-Unis)         | 1988             | 1 950 (2023)              | 27                    |
| Bâton Rouge                    | Steak                      | MTY Food Group                           |                                              |                  |                           |                       |
| BeaverTails (Queues de Castor) | Pâtisseries                | BeaverTails Brands Inc.                  | Ottawa, Ontario (Canada)                     | 1978             | 86 (2024),                | 2                     |
| Big Smoke Burger               | Hamburgers                 | MTY Food Group                           | Toronto, Ontario (Canada)                    | 2007             | 12,                       |                       |
| Bonchon                        | Poulet frit                | Bonchon Chicken Inc.                     | Pusan, Corée du Sud                          | 2002             | 64                        |                       |
| Buffalo Wild Wings             | Ailes de poulet            | Inspire                                  | Columbus, Ohio (États-Unis)                  | 1981             | 1 190                     |                       |
| Burger King                    | Hamburgers                 | Restaurant Brands International          | Miami, Floride (États-Unis)                  | 1954             | 15 739                    |                       |
| Carl’s Jr.                     | Hamburgers                 | CKE Restaurants                          | Anaheim, Californie (États-Unis)             | 1956             | 1 170                     |                       |
| Charleys                       | Sandwichs                  | Gosh Enterprises Inc.                    | Columbus, Ohio (États-Unis)                  | 1986             | 359                       |                       |
| Chick-fil-A                    | Poulet                     | -                                        | Hapeville, Géorgie (États-Unis)              | 1946             | 2 000                     |                       |
| Chili's                        | Steaks, côtelettes         | Brinker International                    | Dallas, Texas (États-Unis)                   | 1975             | 1 400                     |                       |
| Chipotle                       | Burritos                   | Chipotle Mexican Grill Inc.              | Denver, Colorado (États-Unis)                | 1993             | 3 649                     |                       |
| Church's                       | Poulet frit, frites        | Friedman Fleischer and Lowe              | San Antonio, Texas (États-Unis)              | 1952             | 1 700                     |                       |
| Cora                           | Petits-déjeuners           | -                                        | Montréal, Québec (Canada)                    | 1987             | 130                       |                       |
| Costa Coffee                   | Café                       | Whitbread                                | Londres, Angleterre (Royaume-Uni)            | 1971             | 3 821 (2018)              |                       |
| Crepes & Waffles               | Glaces                     | Crêpes and Waffles S.A.                  | Bogota, Colombie                             | 1980             | 218 (2024)                |                       |
| Denny's                        | Cuisine familiale          | Denny’s Corporation                      | Lakewood, Californie (États-Unis)            | 1953             | 1 525 (2024)              |                       |
| Din Tai Fung                   | Soupes, raviolis, nouilles | Din Tai Fung                             | Taipei, Taïwan                               | 1972             | 173                       |                       |
| Dôme                           | Café                       | Dôme Coffees Australia Pty Ltd           | Cottesloe, Australie                         | 1990             | 45                        |                       |
| Domino's                       | Pizzas                     | Domino's Pizza Inc.                      | Ypsilanti, Michigan (États-Unis)             | 1960             | 20 591 (2023)             |                       |
| Dunkin'                        | Donuts                     | Inspire                                  | Quincy, Massachusetts (États-Unis)           | 1950             | 11 000                    |                       |
| Earls Kitchen + Bar            | Hamburgers, bœuf           | Earls Restaurants Ltd                    | Edmonton, Alberta (Canada)                   | 1982             | 64                        |                       |
| East Side Mario's              | Cuisine italienne          | Prime Restaurants                        | Miami, Floride (États-Unis)                  | 1987             | 85                        |                       |
| Eat Salad                      | Bar à salades              | Barat Corporate                          | Mérignac (France)                            | 2013             | 42                        |                       |
| Five Guys                      | Hamburgers, frites         | -                                        | Comté d'Arlington, Virginie (États-Unis)     | 1986             | 1 500                     |                       |
| Gloria Jean's Coffees          | Café                       | -                                        | -                                            | 1979             | 750                       |                       |
| Haidilao                       | Fondue                     | Haidilao International Holding Ltd.      | Jianyang, Sichuan (Chine)                    | 1994             | 1 473 (2024)              |                       |
| Hamburguesas El Corral         | Hamburgers                 | Va! Group                                | Bogota, Colombie                             | 1983             | 193                       |                       |
| Hard Rock Cafe                 | Cuisine à thème            | Seminole Tribe of Florida                | Londres, Royaume-Uni                         | 1971             | 140                       |                       |
| Hardee's                       | Hamburgers                 | CKE Restaurants                          | Greenville, Caroline du Nord (États-Unis)    | 1960             | 1 917                     |                       |
| Harvey's                       | Hamburgers                 | Recipe Unlimited                         | Richmond Hill, Ontario (Canada)              | 1959             | 1 265                     |                       |
| Hooters                        | Cuisine à thème            | Chanticleer Holdings LLC                 | Clearwater, Floride (États-Unis)             | 1983             | 485                       |                       |
| IHOP                           | Petits-déjeuners           | DineEquity                               | -                                            | 1958             | 1 550 environ             |                       |
| Jack Astor's Bar and Grill     | Cuisine familiale          | Service Inspired Restaurants Corporation | Saint Catharines, Ontario (Canada)           | 1990             | 41                        |                       |
| Jimmy John's                   | Sandwiches                 | Jimmy John's Franchise, LLC              | Charleston, Illinois (États-Unis)            | 1983             | 2 630                     |                       |
| Jollibee                       | Hamburgers                 | Jollibee Foods Corporation               | Quezon City, Philippines                     | 1975             | 743                       |                       |
| Juan Valdez Cafe               | Café                       | Procafecol S.A.                          | Bogota, Colombie                             | 2002             | 200                       |                       |
| The Keg                        | Steaks                     | -                                        | Vancouver, Canada                            | 1971             | -                         |                       |
| Kenny Rogers Roasters          | Poulet                     | Nathan's Famous, Inc.                    | -                                            | 1991             | -                         |                       |
| Kentucky Fried Chicken (KFC)   | Poulet                     | Yum! Brands                              | Corbin, Kentucky (États-Unis)                | 1952             | 18 875                    |                       |
| Kochlöffel                     | Hamburger, saucisse        | Kochlöffel GmbH                          | Lingen (Allemagne)                           | 1961             | 90                        |                       |
| Krispy Kreme                   | Donuts                     | Erlich, Inc                              | Winston-Salem, Caroline du Nord (États-Unis) | 1937             | 1 043                     |                       |
| Little Caesar's                | Pizzas                     | Ilitch Holdings                          | Garden City, Michigan (États-Unis)           | 1959             | 2 000                     |                       |
| Loving Hut                     | Cuisine végane             | -                                        | Taipei, Taïwan                               | 2000             | 125                       |                       |
| Marrybrown                     | Cuisine familiale          | -                                        | Malaisie                                     | 1981             | 250                       |                       |
| McDonald's                     | Hamburgers                 | McDonald's Corporation                   | San Bernardino, Californie (États-Unis)      | 1940             | 31 000                    |                       |
| MK Restaurant                  | Cuisine thaï               | -                                        | Bangkok, Thaïlande                           | 1986             | 421                       |                       |
| MOS Burger                     | Hamburgers                 | -                                        | Tokyo, Japon                                 | 1972             | -                         |                       |
| Nando's                        | Poulet                     | -                                        | Rosettenville, Afrique du Sud                | 1987             | -                         |                       |
| Nordsee                        | Poisson, fruits de mer     | Nordsee GmbH                             | Bremerhaven (Allemagne)                      | 1896             | 915 environ               |                       |
| Olive Garden                   | Cuisine italienne          | Darden Restaurants                       | Orlando, Floride (États-Unis)                | 1982             | 668                       |                       |
| Outback Steakhouse             | Cuisine australienne       | Bloomin' Brands, Inc.                    | Tampa, Floride (États-Unis)                  | 1988             | 900                       |                       |
| Panda Express                  | Fast-food chinois          | Panda Restaurant Group                   | Rosemead, Californie (États-Unis)            | 1983             | 1 900 environ             |                       |
| Panera Bread                   | Boulangerie, sandwiches    | Covelli Enterprises                      | Kirkwood, Missouri (États-Unis)              | 1993             | 1 272                     |                       |
| Papa John's Pizza              | Pizza                      | Papa John's International                | Louisville, Kentucky (États-Unis)            | 1984             | 3 100                     |                       |
| Paris Baguette                 | Salon de thé               | Paris-Croissant Food Company             | Séoul, Corée du Sud                          | 1986             | 3 120                     |                       |
| Perkins Restaurant and Bakery  | Cuisine familiale          | Perkins and Marie Callender's Inc.       | Cincinnati, Ohio (États-Unis)                | 1958             | 500                       |                       |
| PizzaExpress                   | Cuisine italienne          | Hony Capital                             | Londres, Angleterre                          | 1965             | 386                       |                       |
| The Pizza Company              | Pizzas                     | Minor International                      | Bangkok, Thaïlande                           | 1980             | 277                       |                       |
| Pizza Hut                      | Pizzas                     | Yum! Brands                              | Wichita, Kansas (États-Unis)                 | 1958             | 13 000                    |                       |
| Planet Hollywood               | Cuisine à thème            | -                                        | Manhattan, New York (États-Unis)             | 1991             | -                         |                       |
| Pollo Campero                  | Poulet                     | -                                        | Guatemala                                    | 1971             | 350                       |                       |
| Ponderosa Steakhouse           | Steaks                     | Homestyle Dining LLC                     | Plano, Texas (États-Unis)                    | 1965             | 148                       |                       |
| Popeyes Chicken & Biscuits     | Poulet                     | Restaurant Brands International          | Arabi, Louisiane (États-Unis)                | 1972             | 1 800                     |                       |
| Quiznos                        | Sandwiches                 | Quiznos LLC                              | Denver, Colorado (États-Unis)                | 1978             | 5 000                     |                       |
| Rainforest Cafe                | Cuisine à thème            | Landry's, Inc.                           | Bloomington, Minnesota (États-Unis)          | 1994             | 35                        |                       |
| Red Lobster                    | Fruits de mer              | Darden Restaurants                       | Lakeland, Floride (États-Unis)               | 1968             | 680                       |                       |
| Red Robin                      | Hamburgers et brasserie    | -                                        | Seattle, Washington (États-Unis)             | 1968             | 538                       |                       |
| Ruby Tuesday                   | Hamburgers, salades        | Ruby Tuesday Inc.                        | Knoxville, Tennessee (États-Unis)            | 1972             | 850                       |                       |
| Secret Recipe                  | Gâteaux                    | -                                        | Malaisie                                     | 1997             | 100                       |                       |
| Shakey's Pizza                 | Pizzas                     | Hunt International                       | Sacramento, Californie (États-Unis)          | 1954             | 400                       |                       |
| Sizzler                        | Steaks                     | Sizzler Restaurants                      | Culver City, Californie (États-Unis)         | 1958             | 270                       |                       |
| Starbucks                      | Café                       | Starbucks                                | Seattle, Washington (États-Unis)             | 1971             | 23 768                    |                       |
| Steak 'n Shake                 | Hamburgers, glaces         | The Steak 'n Shake Company               | Normal, Illinois                             | 1934             | 502                       |                       |
| Subway                         | Sandwiches                 | Doctor's Associates Inc.                 | Bridgeport, Connecticut (États-Unis)         | 1965             | 40 000                    |                       |
| Swensen's                      | Glaces                     | International Franchise Corp             | San Francisco, Californie                    | 1948             | -                         |                       |
| T.G.I. Friday's                | Cuisine familiale          | Carlson Companies                        | New York, New York (États-Unis)              | 1965             | 800                       |                       |
| Taco Bell                      | Tacos                      | Yum! Brands                              | Downey, Californie (États-Unis)              | 1962             | 5 800                     |                       |
| Telepizza                      | Pizza                      | -                                        | Madrid, Espagne                              | 1988             | 1 150                     |                       |
| Tim Hortons                    | Donuts, café, sandwiches   | Restaurant Brands International          | Hamilton, Ontario (Canada)                   | 1964             | 4 613                     |                       |
| Tony Roma's                    | Côtelettes                 | -                                        | Miami, Floride (États-Unis)                  | 1972             | 260                       |                       |
| Vapiano                        | Cuisine italienne          | Valpiano SE                              | Bonn (Allemagne)                             | 2002             | 150 environ               |                       |
| Wendy's                        | Hamburgers                 | The Wendy's Company                      | Columbus, Ohio (États-Unis)                  | 1969             | 6 700                     |                       |
| Whataburger                    | Hamburgers                 | Whataburger                              | Houston, Texas (États-Unis)                  | 1954             | 5 600                     |                       |
| White Castle                   | Tapas                      | White Castle Systems, Inc.               | Columbus, Ohio (États-Unis)                  | 1921             | 420                       |                       |
| Wienerwald                     | Poulet, schnitzel          | Wienerwald GmbH                          | Munich (Allemagne)                           | 1955             | 28                        |                       |
| The Works                      | Hamburgers                 | -                                        | Ottawa, Ontario (Canada)                     | 2001             | 27                        |                       |
| Yoshinoya                      | Bœuf                       |                                          | Tokyo, Japon                                 | 1899             | 1 300                     |                       |
| YO! Sushi                      | Sushi                      | YO! Company                              | Londres, Royaume-Uni                         | 1996             | 100                       |                       |

## Afrique

### Afrique du Sud
- Chicken Licken (restaurant) (en)
- Nando's
- Spur Steak Ranches (en)
- Steers
- Wimp

### Égypte
- Cook Door (en)
- Mo'men (spécialisée dans les sandwiches)

### Nigeria
- Mr Bigg's

### Tunisie
- Baguette & Baguette
- Barista’s Café
- Chaneb Tacos
- Cosmitto Express
- Mike & Ben’s
- Pomme de Pain
- Plan B

## Amérique du Nord

### Canada
- 241 Pizza
- A&W Food Services of Canada
- Bâton Rouge
- Big Smoke Burger
- Boston Pizza
- Ben & Florentine
- Burger Baron
- Captain Submarine (ar)
- Cactus Club Cafe
- Chez Ashton
- Chez Cora
- Cosmos
- Dixie Lee
- East Side Mario's
- Edo Japan
- Freshii
- Gabriel Pizza
- Greco Pizza Restaurant (en)
- Harvey's
- Hero Certified Burgers (en)
- JOEY (en)
- Joey's Seafood Restaurants (en)

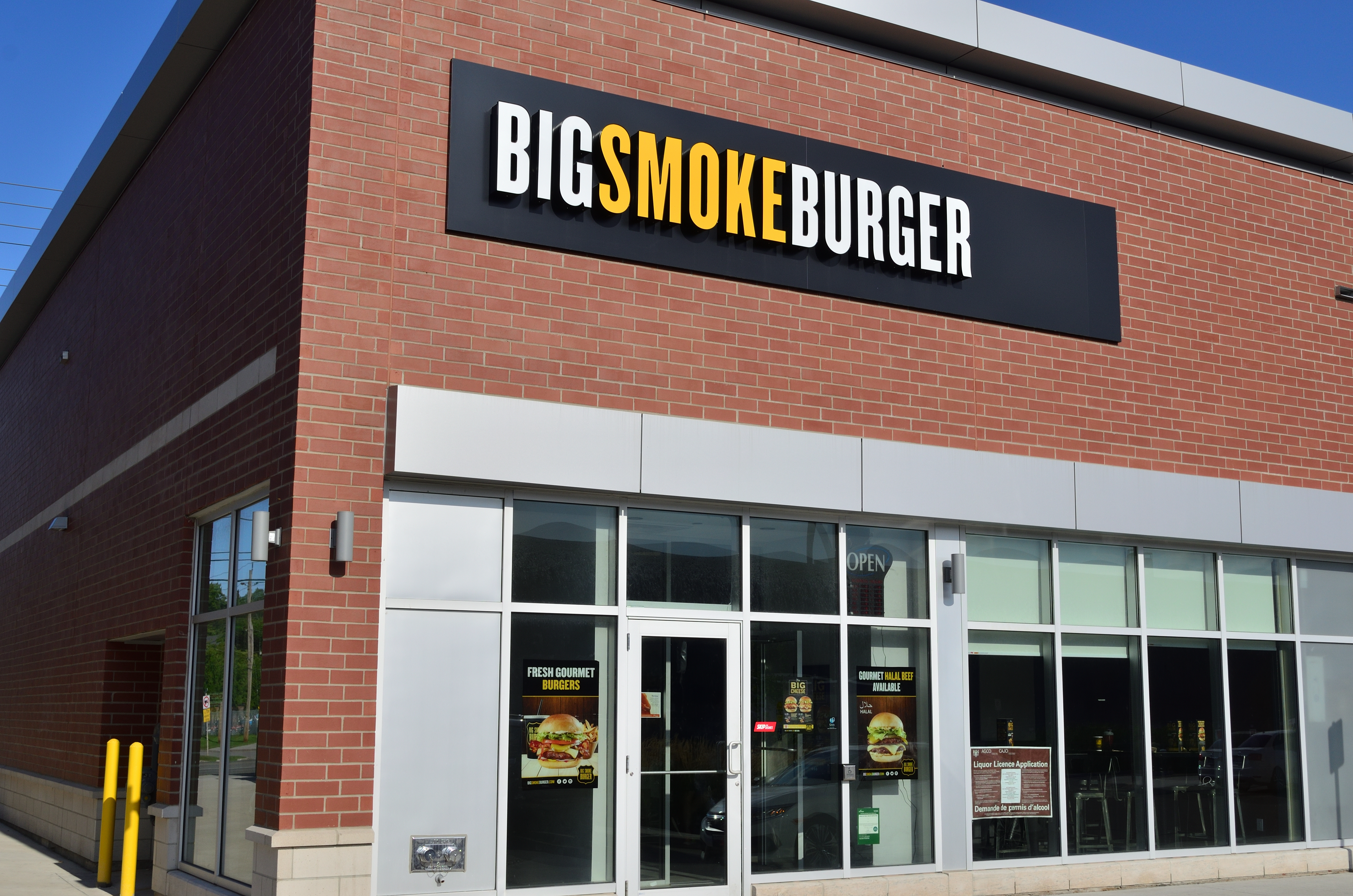
Façade du restaurant Big Smoke Burger à Markham, Ontario, en 2019.

- Kelseys Original Roadhouse (en)
- La Belle Province
- La Cage – Brasserie sportive
- Lafleur
- Mandarin Restaurant
- Mary Brown's (en)
- Normandin
- Olives et Aromates
- Pacini
- Panago (en)
- Pizza Nova
- Pizza Pizza
- Ricky's All Day Grill (en)
- Richtree Market (en)
- Salisbury House (restaurant) (en)
- Shoeless Joe's (en)
- Swiss Chalet (en)
- Thaï Express
- Scores
- Shoeless Joe's (en)
- Smoke's Poutinerie (en)
- St-Hubert
- The Great Canadian Bagel (en)
- The Keg (en)
- Tim Hortons
- Topper's Pizza (restaurant canadien) (en)
- Toujours Mikes (anciennement Mikes) (Québec)
- Valentine
- Wild Wing Restaurants (en)
- White Spot (en)
- Wimpy's Diner (en)

### Costa Rica
- Rostipollos (en)

### États-Unis
- Arby's

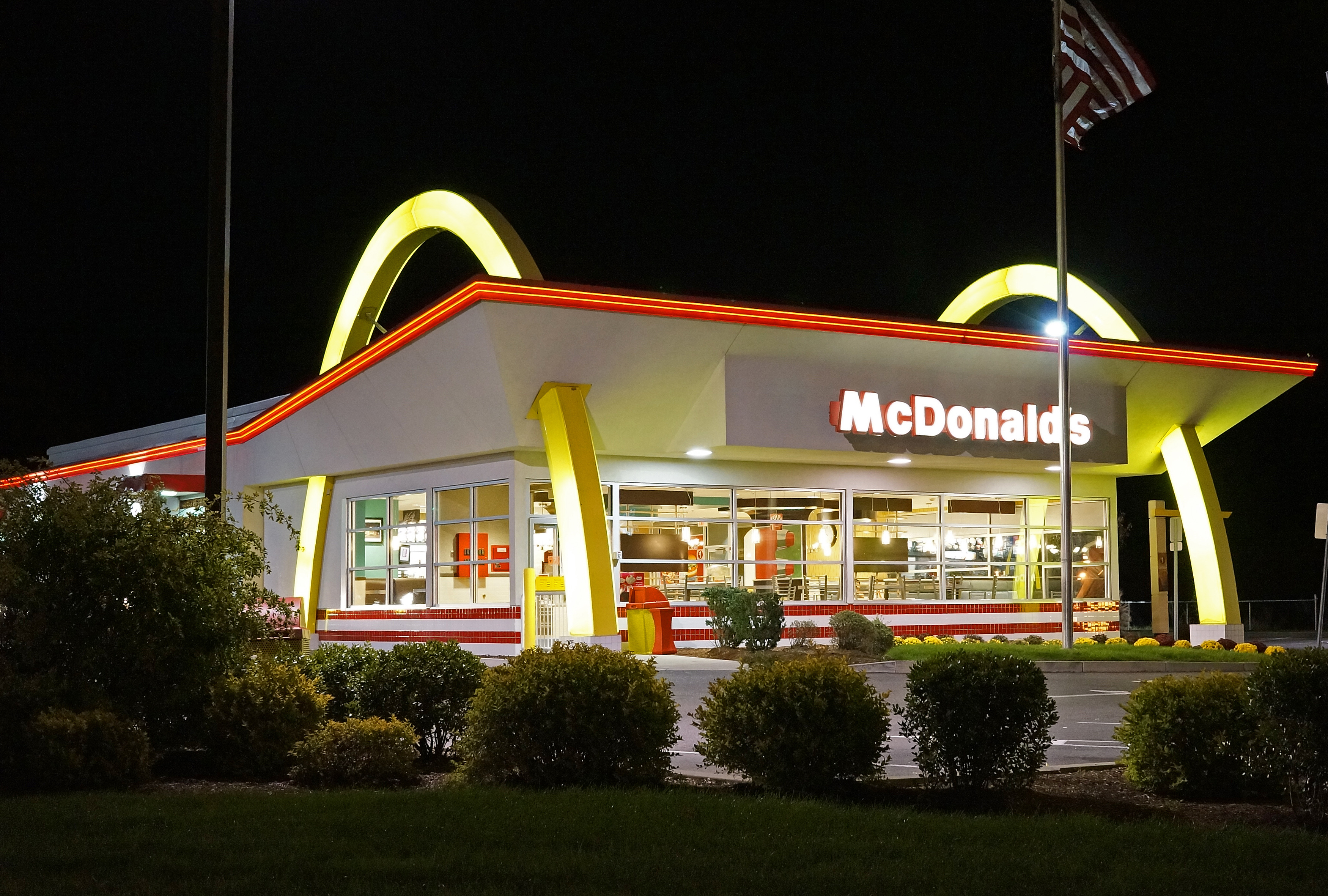
Restaurant McDonald's dans le Massachusetts.

- America's Incredible Pizza Company (en)
- Applebee's
- Arthur Treacher's (en)
- Arctic Circle Restaurants (en)
- Atlanta Bread Company (en)
- Auntie Anne's (en)
- A&W Restaurants
- Beef O'Brady's (en)
- Bahama Breeze (en)
- Bakers Square (en)
- Benihana
- Bennigan's (en)
- Bertucci's (en)
- Baja Fresh
- Big Boy
- BJ's Restaurants (en)
- Black Angus Steakhouse (en)
- Black-eyed Pea (restaurant) (en)
- Blake's Lotaburger (en)
- Blimpie (en)
- Bob Evans Restaurants (en)
- Boston Market
- Bonefish Grill (en)
- Bojangles'
- Braum's (en)
- Bravo Brio Restaurant Group (en)
- Bubba Gump Shrimp Company
- Buca di Beppo (en)
- Buffalo Wild Wings
- Burger King (siège désormais à Oakville au Canada à la suite de l'acquisition de Tim Hortons)
- Burger Street (en)
- Burgerville (en)
- California Pizza Kitchen (en)
- California Tortilla (en)
- Captain D's (en)
- Carl’s Jr.
- Carino's Italian (en)
- Carrabba's Italian Grill (en)
- Carrows (en)
- Champps (en)
- Charley's Grilled Subs (en)
- Cheeburger Cheeburger (en)
- Cheeseburger in Paradise (restaurant) (en)
- The Cheesecake Factory
- Chevys Fresh Mex (en)
- Chicken Express (en)
- Chick-fil-A
- Chicken in the Rough
- Chili's (en)
- Chipotle Mexican Grill
- Chronic Tacos (en)
- Chuck-A-Rama (en)
- Chuck E. Cheese
- Church's Chicken
- CiCi's
- Cinnabon
- Claim Jumper (en)
- Coco's Bakery (en)
- Copeland's (en)
- Corner Bakery Cafe
- Cracker Barrel
- Culver's (en)
- Damon's Grill
- Dave & Buster's
- Del Taco (en)
- Denny's
- Dunkin' Donuts
- Hard Rock Cafe
- Hooters
- Hungry Howie's Pizza
- Jamba Juice
- Krispy Kreme
- Krystal (restaurant) (en)
- Landry's Restaurant
- LongHorn Steakhouse
- McDonald's
- Nathan's Famous
- Olive Garden
- Portillo's
- Poulet Frit Kentucky
- Qdoba (en)
- Quaker Steak & Lube (en)
- Quiznos
- Superdawg
- Subway
- Starbucks
- Taco Bell
- The Capital Grille) (en)
- The Cheesecake Factory
- The Original Pancake House (en)
- The Old Spaghetti Factory (en)
- The Wieners Circle
- Valentino's (en)
- Village Inn (en)
- York Steak House (en)
- Zaxby's (en)
- Zip's Drive-in (en)

### Mexique
- Benedetti's Pizza (en)
- Sanborns Cafe
- Señor Frog's (en)

### Puerto Rico
- Martin's BBQ (en)

## Amérique du Sud

### Argentine
- California Burrito Co. (en)
- Mostaza (en)

### Brésil
- Bob's
- Giraffas (en)
- Habib's

## Asie

### Corée du Nord
- Pyongyang

### Corée du Sud
- Bonchon Chicken (en)
- Kyochon (en)
- Paris Baguette

### Inde
- Adyar Ananda Bhavan (en)
- Annapoorna Gowrishankar (en)
- Barbeque Nation
- Bikanervala (en)
- Goli Vada Pav (en)
- Haldiram (en)
- Moshe's (en)
- Murugan Idli Shop (en)
- Namma Veedu Vasanta Bhavan (en)
- Saravana Bhavan (en)
- Spices & Sauces (en)

### Indonésie
- California Fried Chicken (en)
- Es Teler 77 (en)
- HokBen (en)
- Kebab Turki Baba Rafi (en)
- Klenger Burger (en)

### Israël
- Burger Ranch

### Japon
- Ajisen Ramen (en)
- Aoki's Pizza (en)
- Dom Dom (en)
- First Kitchen (en)
- Freshness Burger (en)
- Gyoza no Ohsho (en)
- Hotto Motto (en)
- Ichibanya (en)
- Ichiran (en)
- Ippudo (en)
- Kura (restaurant) (en)
- Lotteria
- Ringer Hut (en)
- Saizeriya
- Sukiya (restaurant chain) (en)
- Yoshinoya

### Malaisie
- The Chicken Rice Shop (en)
- Kenny Rogers Roasters (en)
- Marrybrown (en)
- OldTown White Coffee (en)
- Pelita Nasi Kandar (en)
- Rotiboy (en)
- CSate Kajang Haji Samuri (en)
- SCR (restaurant) (en)
- Secret Recipe (restaurant) (en)

### Thaïlande
- The Pizza Company (en)

## Europe

### Allemagne

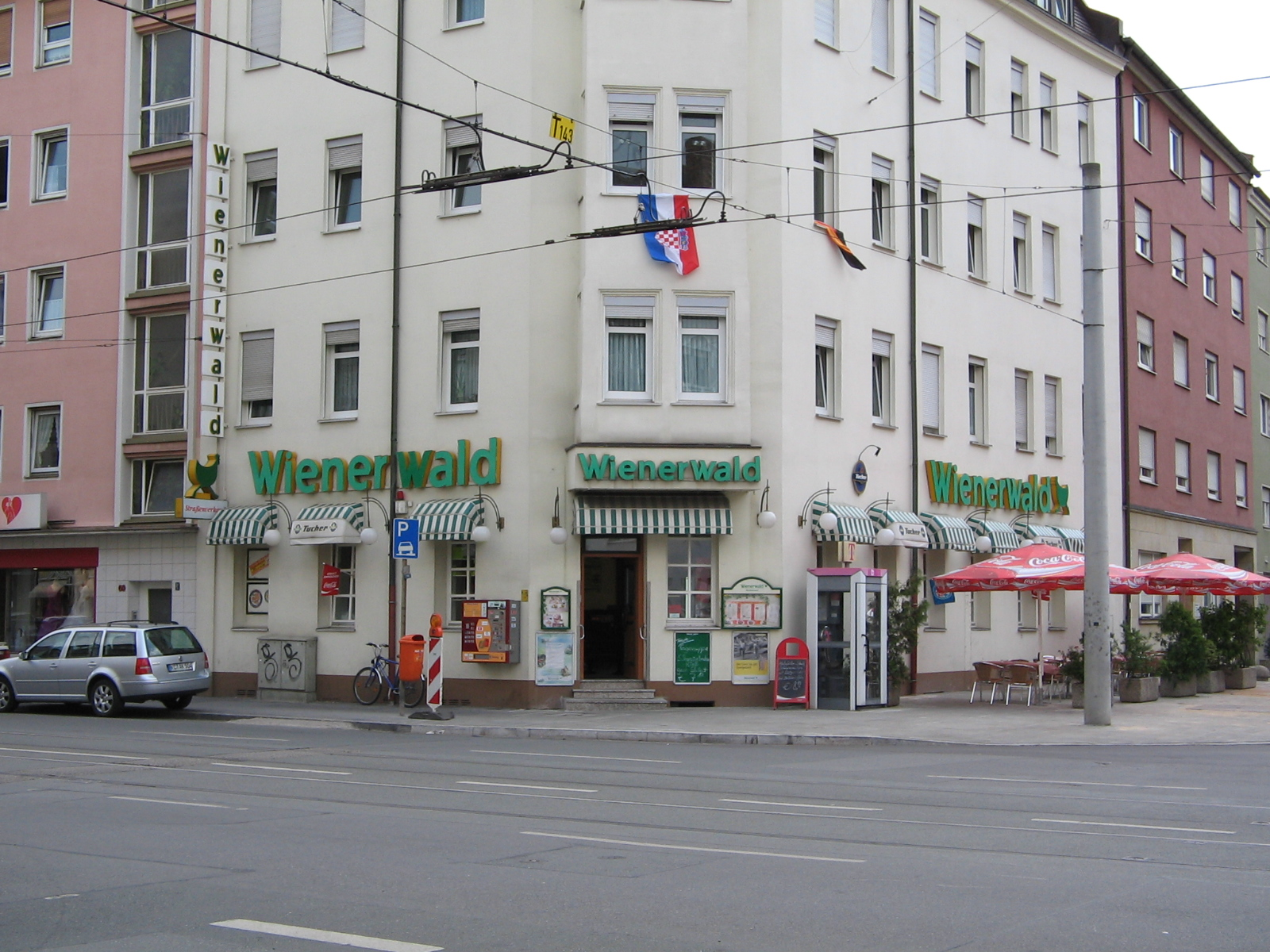
Restaurant Wienerwald, à Nuremberg, Allemagne.

- Kochlöffel
- Nordsee (de)
- Vapiano
- Wienerwald

### Belgique
- Chez Léon
- Désiré de Lille
- Exki
- Le Pain quotidien
- Lunch Garden
- Quick

### Danemark
- Jensen's Bøfhus (en)

### Espagne
- Cervecería 100 Montaditos (en)
- Rodilla (en)
- Telepizza (en)

### Finlande
- Hesburger
- Kotipizza (en)
- Rolls (restaurant chain) (en)

### France
- Afrik'N'Fusion
- Amarine (fermé)
- Bagelstein
- Baïla Pizza
- Banette
- Bel Canto
- Bert's
- Big Fernand
- Big M
- Bioburger
- Bistro Régent
- Black and White Burger
- Brioche dorée
- Buffalo Grill/Courtepaille

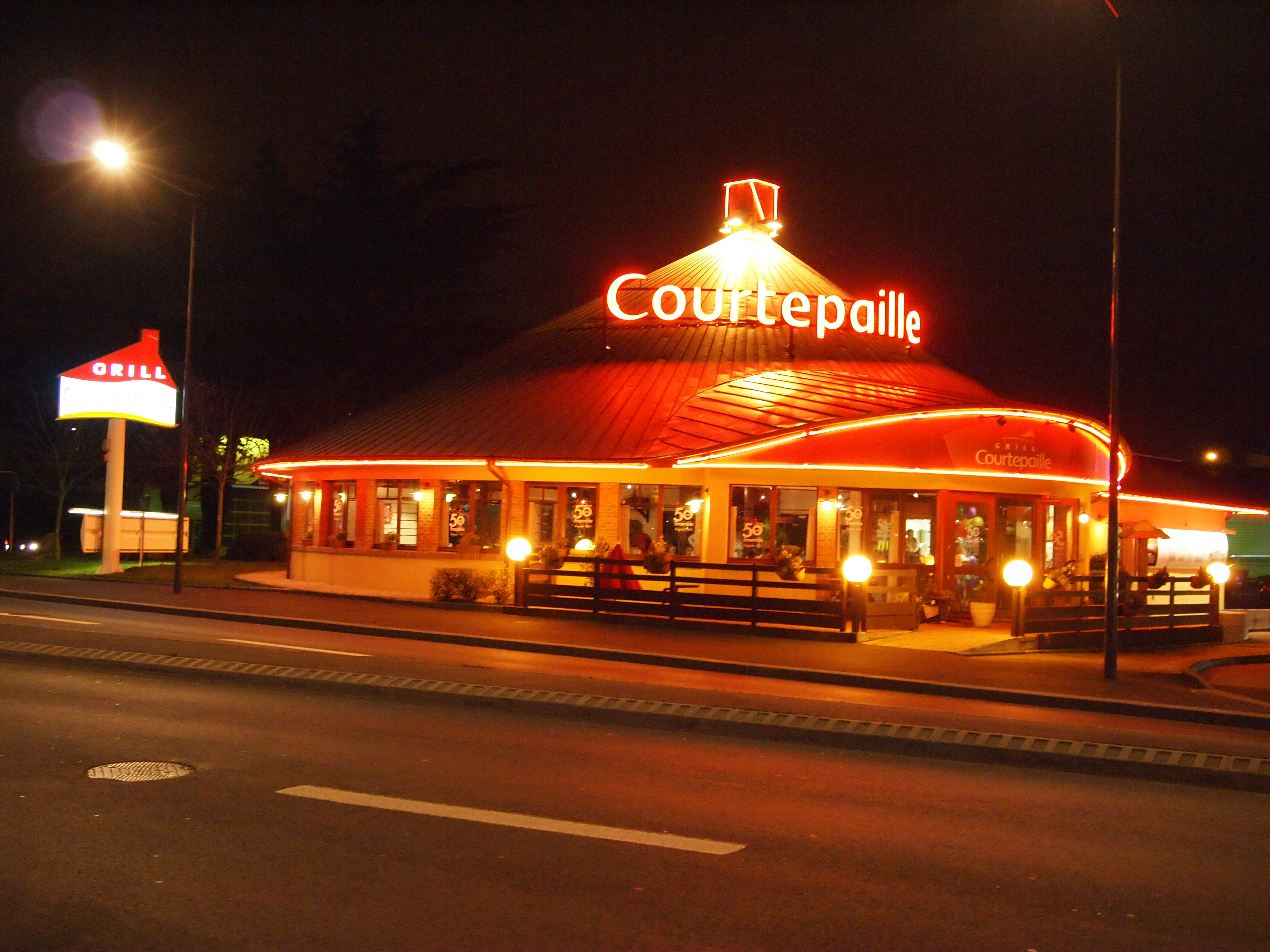
Courtepaille (racheté par Buffalo Grill en 2020) à Cherbourg.

- Casino Cafétéria/Les Comptoirs Casino
- Chamas Tacos
- Chez Clément
- Chicken Spot
- Chicken Street
- Chick'n Beef
- Class'Croute
- Crescendo
- Délifrance
- Eat Salad
- Five Pizza Original
- Flam's
- Flunch
- Free Time
- G La Dalle
- Gür Kebab
- Hippopotamus
- Holly’s Diner
- Il Ristorante
- Indiana Café
- Jefe Burger
- King Marcel
- La Boîte à Pizza
- La Boucherie
- La Croissanterie
- La Mie câline
- La Pataterie
- La Taverne de Maître Kanter
- Le Kiosque à Pizzas
- Le Paradis du Fruit
- Léon
- 3 Brasseurs
- Lina's
- LÜKS Kebab
- Memphis Coffee
- Mezzo di Pasta
- My Little Warung
- Nach!
- New School Tacos
- Nooï
- Oncle Scott's
- O'Tacos
- Outfry - Korean Fried Chicken
- Pasta Cosy
- Paul
- Pepe Chicken
- Pizza Del Arte
- Pizza Paï
- Pizza Sprint
- Point B
- Poivre Rouge (fermé)
- Pomme de Pain
- Spot eat
- Speed Burger
- Speed Rabbit Pizza
- Sushi Shop
- Tutti Pizza
- Woko
- Seazen

### Grèce
- Goody's Burger House (restaurant) (en)

### Italie
- Autogrill
- IT - Italian Trattoria
- Spizzico (en)

### Pays-Bas
- La Place

### Royaume-Uni
- Aberdeen Angus Steak Houses (en)
- All Bar One (en)
- AMT Coffee (en)
- Ask
- Beefeater
- Bella Italia (en)
- Café Rouge (en)
- Caffè Nero (en)
- Chicken Cottage (en)
- Chicken Spot
- Comptoir libanais
- Chiquito (restaurant) (en)
- EasyPizza (en)
- EAT. (en)
- Frankie & Benny's (en)
- Giraffe World Kitchen (en)
- Gourmet Burger Kitchen (en)
- Greggs
- Harry Ramsden's (en)
- Harvester (restaurant) (en)
- Hotcha (company) (en)
- Hungry Horse (en)
- Leon Restaurants (en)
- Little Chef (en)
- Nando's
- OK Diner (en)
- Pret A Manger
- Prezzo (restaurant) (en)
- Spudulike (en)
- Strada[Lequel ?]
- Table Table (en)
- Upper Crust (restaurant chain) (en)
- Wagamama
- The West Cornwall Pasty Company (en)
- Wimpy
- YO! Sushi
- Zizzi (en)

### Suède
- Max Hamburgers (en)

### Suisse
- Restauration commerciale (2010)[8].
  - Restaurant Migros : 213 restaurants, 4 450 employés, chiffre d'affaires : 649 millions de francs suisses (2009)
  - Restaurant Coop : 180 restaurants, 1 817 employés, chiffre d'affaires : 260 millions de francs suisses (2009)
  - Restaurant Manor : 45 restaurants (2017), 1 000 employés (2010), chiffre d'affaires : 115 millions de francs suisses (2009)
  - Restaurant Globus : 8 restaurants, 130 employés, chiffre d'affaires : 34,2 millions de francs suisses (2009)
- Restauration collective (2010)[8]
  - SV (de) (Schweiz) AG : 332 restaurants, 4 948 employés, chiffre d'affaires : 429 millions de francs suisses (2009)
  - Compass Group (Schweiz) AG : 365 restaurants, 2 140 employés, chiffre d'affaires : 275 millions de francs suisses (2009)
    - Restorama AG (anciennement SAirGroup)

  - Eldora (de) depuis 2015 (anciennement DSR Rolle) : 235 restaurants, 1 533 employés, chiffre d'affaires : 231,3 millions de francs suisses (2009)
  - ZFV-Unternehmungen (de) : 120 restaurants, 1 925 employés, chiffre d'affaires : 168,7 millions de francs suisses (2009)
  - Gate Gourmet Switzerland GmbH : trois sites de production, 800 employés, chiffre d'affaires : 160 millions de francs suisses (2009)
- Marques et groupes (2010)[8]
  - McDonald's Suisse Management & Services S.A. : 148 restaurants, 7 000 employés, chiffre d'affaires : 660,2 millions de francs suisses (2009)
  - Autogrill Schweiz AG : 114 points de vente et 35 restaurants, 1 281 employés, chiffre d'affaires : 176 millions de francs suisses (2009)
  - Marché International : 34 restaurants, 1 399 employés, chiffre d'affaires : 172,8 millions de francs suisses (2009)
  - Starbucks Coffee Switzerland AG : 47 cafés, 580 employés, chiffre d'affaires : 157 millions de francs suisses (2009)
  - Tchibo (Schweiz) AG : 43 cafés, 340 employés, chiffre d'affaires : 130 millions de francs suisses (2009)
  - Bindella (de) Terra Vite Vita S.A : 34 restaurants, 743 employés, chiffre d'affaires : 109 millions de francs suisses (2009)
  - Candrian Catering (de) AG : 39 restaurants, 1 020 employés, chiffre d'affaires : 108 millions de francs suisses (2009)
  - Burger King Beteiligungs GmbH (Munich) : 25 restaurants (dont plusieurs restoroutes), 875 employés, chiffre d'affaires : 108 millions de francs suisses (2009)
  - Berest Gruppe : 39 restaurants, 670 employés, chiffre d'affaires : 66,7 millions de francs suisses (2009)
  - Ospena Group SA (Coopérative Migros Zurich) depuis 2014 (anciennement Molino AG) : 17+2 restaurants (pizzeria), 320 employés, chiffre d'affaires : 66,7 millions de francs suisses (2009)
  - Elvetino AG (CFF) : environ 100 restaurants et bistros des trains grandes lignes des CFF, quatre sites de production, 850 employés, chiffre d'affaires : 63,5 millions de francs suisses (2009)
  - Global Brands SA (Domino's Pizza) : 12 restaurants, 80 employés, chiffre d'affaires : 36 millions de francs suisses (2009)
  - Subway
- Autres chaînes de restauration rapide
  - Burrito Brothers
  - Chic Chicken
  - Funky Chicken
  - Holy Cow! Gourmet Burger Company
  - Inglewood, restauration rapide burger
  - Mike Wong (faillite)
  - Supreme Tacos
  - Swiss Meal
  - Takinoa, restauration rapide végétarienne
  - Tibits (Hiltl), restauration rapide végétarienne, 11 restaurants

## Océanie

### Australie
- Bakers Delight (en)
- Baskin-Robbins Australia (en)
- Breadtop (en)
- Brumby's Bakeries (en)
- Donut King (en)
- Eagle Boys Pizza (en)
- Hog's Breath Cafe (en)
- Hungry Jack's
- La Porchetta (en)
- Muzz Buzz (en)
- Oporto
- Pancake Parlour (en)
- Pizza Showtime (en)
- Shingle Inn (en)
- Red Rooster
- Wendy's Supa Sundaes (en)